# Rhodospirillaceae
Rhodospirillaceae es una familia de proteobacterias. La mayoría son bacterias púrpuras no del azufre, produciendo energía a través de la fotosíntesis (inicialmente todas las bacterias púrpuras no del azufre se incluían aquí). Se encuentran a menudo en ambientes acuáticos anaerobios, tales como fango y agua estancada, aunque también pueden sobrevivir en presencia de aire.
Esta familia también incluye a Magnetospirillum, que contiene minúsculas cadenas de la magnetita. Estas les permiten detectar el campo magnético de la tierra, que corre tanto hacia abajo como de norte a sur, para volver al fondo de una charca (magnetotaxis). Cadenas similares de magnetita se han encontrado en meteoritos marcianos, lo que ha llevado a sugerir la existencia de vida en Marte.
- Datos: Q24301
- Multimedia: Rhodospirillaceae / Q24301
- Especies: Rhodospirillaceae